# Ван Фэйфэй
Ван Фэйфэ́й (кор. 왕페이페이, кит. упр. 王霏霏, пиньинь Wáng Fēifēi; род. 27 апреля 1987 года), более известная как Фей — китайская певица, актриса и телеведущая. Дебютировала в качестве участницы южнокорейской гёрл-группы miss A в 2010 году.

## Биография
Фей родилась 27 апреля 1987 года в Хайкоу, провинции Хайнань, Китай. Посещала Институт Искусств (также известный как Колледж Искусств) в Сеуле вместе с Джиа. Появлялась на китайском телевидении в программе «Чем больше она танцует, тем симпатичнее» (кит. 越跳越美丽; англ. The More She Dances the Prettier She Is). Была одной из участниц группы Sisters, которые стали бы китайской версией Wonder Girls, но в итоге дебютировала в составе miss A из-за постоянных изменений в составе. В 2010 году Фей, как и другие будущие участницы группы, была моделью для Samsung Anycall в Китае.

## Карьера

### Сольная деятельность
Помимо активности в группе, Фей также принимала участие в различных телевизионных шоу. В 2013 году она также стала участницей третьего сезона шоу «Танцы со звёздами» вместе с Ким Су Ро, и они заняли 1 место. В 2014 году участвовала в программе «Если ты любишь», где её партнёром стал китайский актёр Сан Джиан.
Дебют в качестве актрисы состоялся с эпизодических ролей в дораме «Одержимые мечтой» в 2011 и 2012 годах. В 2014 году Фей участвовала в сериале «Искушение», а также записала саундтрек к нему вместе с Чжо Квоном из 2AM. В 2015 году была принята в каст дорамы «Лебедь»; позже было подтверждено, что она исполнит главную женскую роль в фильме «Выбирай игру».
21 июля 2016 года состоялся дебют Фей в качестве сольной певицы с сингловым альбомом Fantasy.

## Дискография

### Мини-альбомы
| Название | Информация об альбоме | Пиковая позиция в чартах | Продажи |
| Название | Информация об альбоме | KOR                      | Продажи |
| -------- | --- | ------------------------ | ------- |
| Fantasy  | - Выпущен: 21 июля 2016 года - Лейбл: JYP Entertainment - Формат: Цифровая дистрибуция Трек-лист 1. «Sweet Sexy Fei» 2. «Fantasy» 3. «One More Kiss» | TBA                      | TBA     |

### Синглы
| Название         | Год  | Пиковая позиция в чартах | Пиковая позиция в чартах | Продажи             | Альбом             |
| Название         | Год  | KOR                      | US World                 | Продажи             | Альбом             |
| ---------------- | ---- | ------------------------ | ------------------------ | ------------------- | ------------------ |
| «Always Be Here» | 2014 | —                        | —                        |                     | Не сингл с альбома |
| «Fantasy»        | 2016 | 154                      | 6                        | - KOR (DL): 12,260+ | Fantasy            |

### Саундтреки
| Название                                           | Год  | Пиковая позиция в чартах | Альбом         |
| Название                                           | Год  | KOR                      | Альбом         |
| -------------------------------------------------- | ---- | ------------------------ | -------------- |
| «One Summer Night» (совместно с Чжо Квоном из 2AM) | 2014 | 49                       | Temptation OST |

### Другие песни, попадавшие в чарты
| Название        | Год  | Пиковая позиция в чартах | Альбом  |
| Название        | Год  | CHN Billboard V Chart    | Альбом  |
| --------------- | ---- | ------------------------ | ------- |
| «One More Kiss» | 2016 | 11                       | Fantasy |

## Фильмография
| Год  |   | Русское название   | Оригинальное название | Роль                         |
| ---- | - | ------------------ | --------------------- | ---------------------------- |
| 2011 | с | Одержимые мечтой   | Dream High            | Камео (16 серия)             |
| 2012 | с | Одержимые мечтой 2 | Dream High 2          | В роли самой себя (15 серия) |
| 2014 | с | Искушение          | Temptation            | Камео (1 серия)              |
| 2016 | ф | Выбирай игру       | Select Game           | Главная роль                 |
| 2017 | ф | Лебедь             | Swan                  | Вон Джу                      |

## Награды и номинации
| Год  | Церемония                    | Номинация                          | Что номинировано        | Результат |
| ---- | ---------------------------- | ---------------------------------- | ----------------------- | --------- |
| 2013 | Танцы со звёздами            | 1 место                            | н/д                     | Победа    |
| 2013 | Мастер-Шеф                   | 2 место                            | н/д                     | Победа    |
| 2014 | Король Готовки               | 2 место                            | н/д                     | Победа    |
| 2015 | 9-я SBS Entertainment Awards | Награду за лучшую командную работу | Fists of Shaolin Temple | Победа    |
| 2016 | China Trends Health Awards   | Health Leading Award               | н/д                     | Победа    |